# 丹参二醇B
丹参二醇B（英語：Tanshindiol B）是一种四环二萜有机化合物，分子式C18H16O5，属于一种丹参酮类化合物，与丹参二醇C是立体异构体，存在于丹参（Salvia miltiorrhiza）植物中。它的化学合成已被报道。